# 예산 용궁리 백송
예산 용궁리 백송(禮山 龍宮里 백송)은 대한민국 충청남도 예산군 신암면 용궁리에 있는 백송이다. 대한민국의 천연기념물 제106호로 지정되어 있다. 원래 명칭은 ‘예산의 백송’이었는데 2008년 4월 변경되었다.
김정희가 1810년경에 고조부의 무덤 옆에 심은 것으로 전해진다.

## 개요
백송은 나무껍질이 넓은 조각으로 벗겨져서 흰빛이 되므로 백송 또는 백골송(白骨松)이라고도 한다. 중국이 원산지로서 조선시대에 중국을 왕래하던 사신들이 가져다 심은 것이라고 전한다.
예산의 백송은 나이가 약 200살 정도로 추정되며, 높이 14.5m, 가슴높이 둘레 4.77m이다. 줄기가 밑에서 세 갈래로 갈라져 있는데 두 가지는 죽고 한 가지만 남아 빈약한 모습이다. 나무껍질은 거칠고 흰색이 뚜렷하며, 주변의 어린 백송들과 함께 자라고 있다. 이 나무는 추사 김정희 선생이 조선 순조 9년(1809) 10월에 아버지 김노경을 따라서 중국 청나라 연경에 갔다가 돌아올 때 백송의 종자를 필통에 넣어가지고 와서 고조부 김흥경의 묘 옆에 심었던 것이라고 전해진다. 김정희 선생의 서울 본가에도 영조(재위 1724∼1776)가 내려 주신 백송이 있어 백송은 김정희 선생 일가의 상징처럼 여겨지고 있다.
예산의 백송은 희귀하고 오래된 소나무로서 생물학적 보존가치가 클 뿐만 아니라, 중국과의 교류관계와 당시 사람들이 백송을 귀하게 여겼던 풍습을 알 수 있는 문화적 자료로서의 가치가 크므로 천연기념물로 지정하여 보호하고 있다.

## 참고 자료
- 예산 용궁리 백송 - 국가유산청 국가유산포털